# Gustav Wilhelm Frank
Gustav Wilhelm Frank (auch Gustav Frank; * 25. September 1832 in Schleiz; † 24. September 1904 in Hinterbrühl) war ein protestantischer Theologe.
Gustav Frank studierte an der Universität Jena, wo er zu seinem Lehrer Karl August Hase in freundschaftliche Beziehungen trat. Mit anderen gab er 1890–1893 Hases Gesammelte Werke heraus. 1859 habilitierte er sich in Jena und wurde 1864 außerordentlicher Professor der Theologie. 1867 folgte er einem Ruf als ordentlicher Professor der Systematischen Theologie und Symbolik nach Wien, wo er 1867 auch zum Mitglied des k. k. evangelischen Oberkirchenrats ernannt wurde.

## Werke (Auswahl)
- Die Jenaische Theologie in ihrer geschichtlichen Entwickelung. Eine Festgabe. Leipzig 1858 (online).
- Geschichte der protestantischen Theologie. 4 Bde. Leipzig 1862–1905:
  - Erster Teil: Von Luther bis Johann Gerhard (1862) (online).
  - Zweiter Teil: Von Georg Calixt bis zur Wolff’schen Philosophie (1865) online.
  - Dritter Teil: Geschichte des Rationalismus und seiner Gegensätze (1875) (online).
  - Vierter Teil: Die Theologie des neunzehnten Jahrhunderts (1905).
- Johann Major der Wittenberger Poet. Ein Beitrag zur Geschichte der protestantischen Theologie und des Humanismus im XVI. Jahrhundert. Halle 1863.
- Die k. k. evangelisch-theologische Facultät in Wien von ihrer Gründung bis zur Gegenwart. Zur Feier ihres fünfzigjährigen Jubiläums. Wien 1871 (online).
- Das Toleranz-Patent Kaiser Joseph II. Urkundliche Geschichte seiner Entstehung und seiner Folgen. Säcular-Festschrift. Wien 1882 (online).